# ボルボ・コンセプト・クーペ
ボルボ・コンセプト・クーペは、2013年9月にフランクフルトモーターショーで公開されたプラグインハイブリッドのコンセプトカーである。

## 概要
ボルボ・コンセプト・クーペは、新世代プラットフォーム「SPA（スケーラブルプロダクトアーキテクチャー）」をベースとした最初のコンセプトカーである。
パワートレーンには、「ボルボエンジンアーキテクチャ（英語: Volvo Engine Architecture）（VEA）」の新しいガソリンエンジンを搭載。前輪をターボチャージャー&スーパーチャージャー付2.0L直列4気筒ガソリンエンジンで、後輪を電気モーターでそれぞれ駆動し、システム全体で最高出力400ps、最大トルク600Nmを発生する。
設計責任者トーマス・インゲンラートによって設計されており、1960年代のボルボ・P1800からインスピレーションを得てデザインされている。
ボルボ・コンセプト・クーペのデザイン要素は後のボルボ・XC90やS60などに取り入れられ、また2019年に発売されたポールスター・1のデザインのベースになった。

## ギャラリー

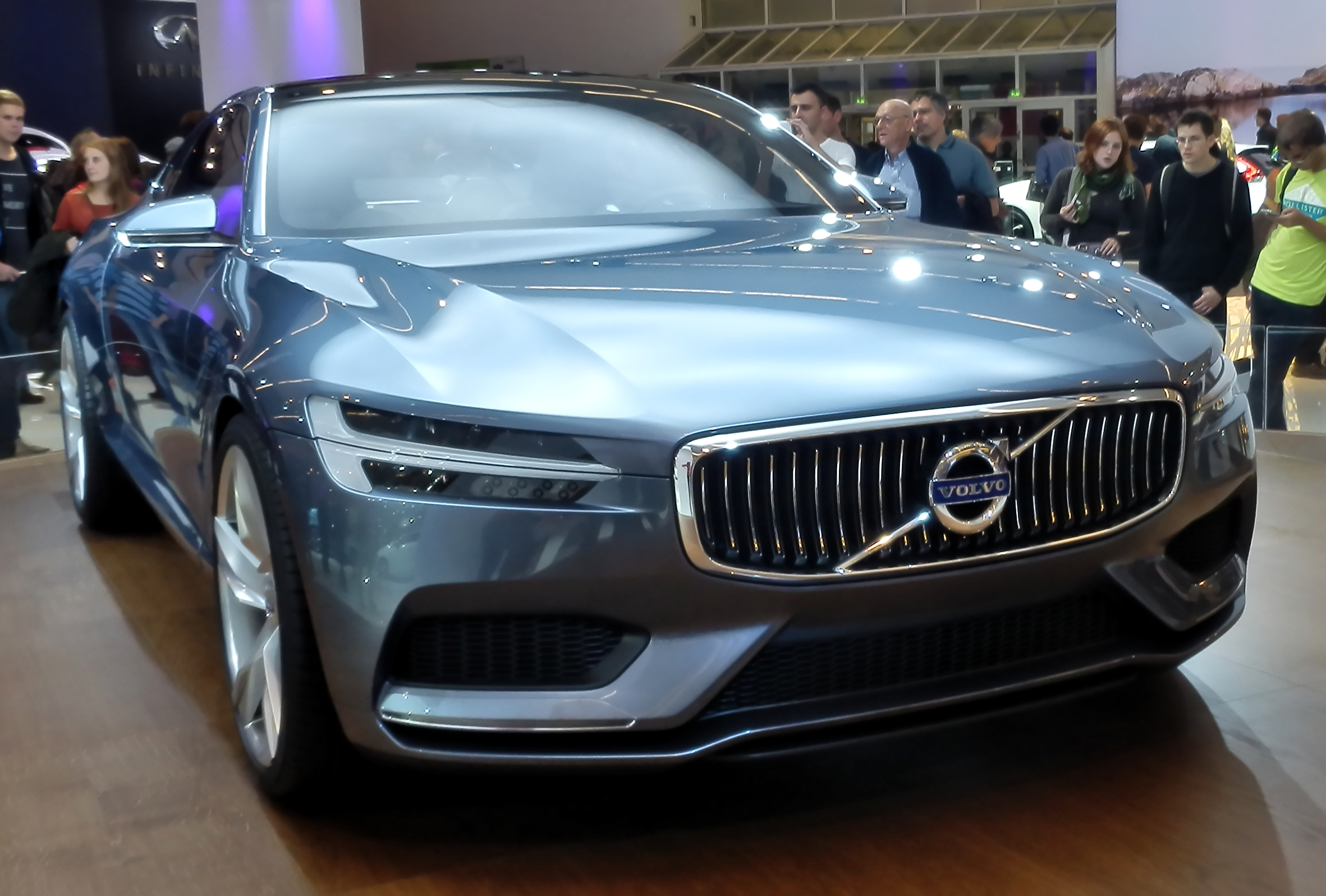
Concept Coupe Front
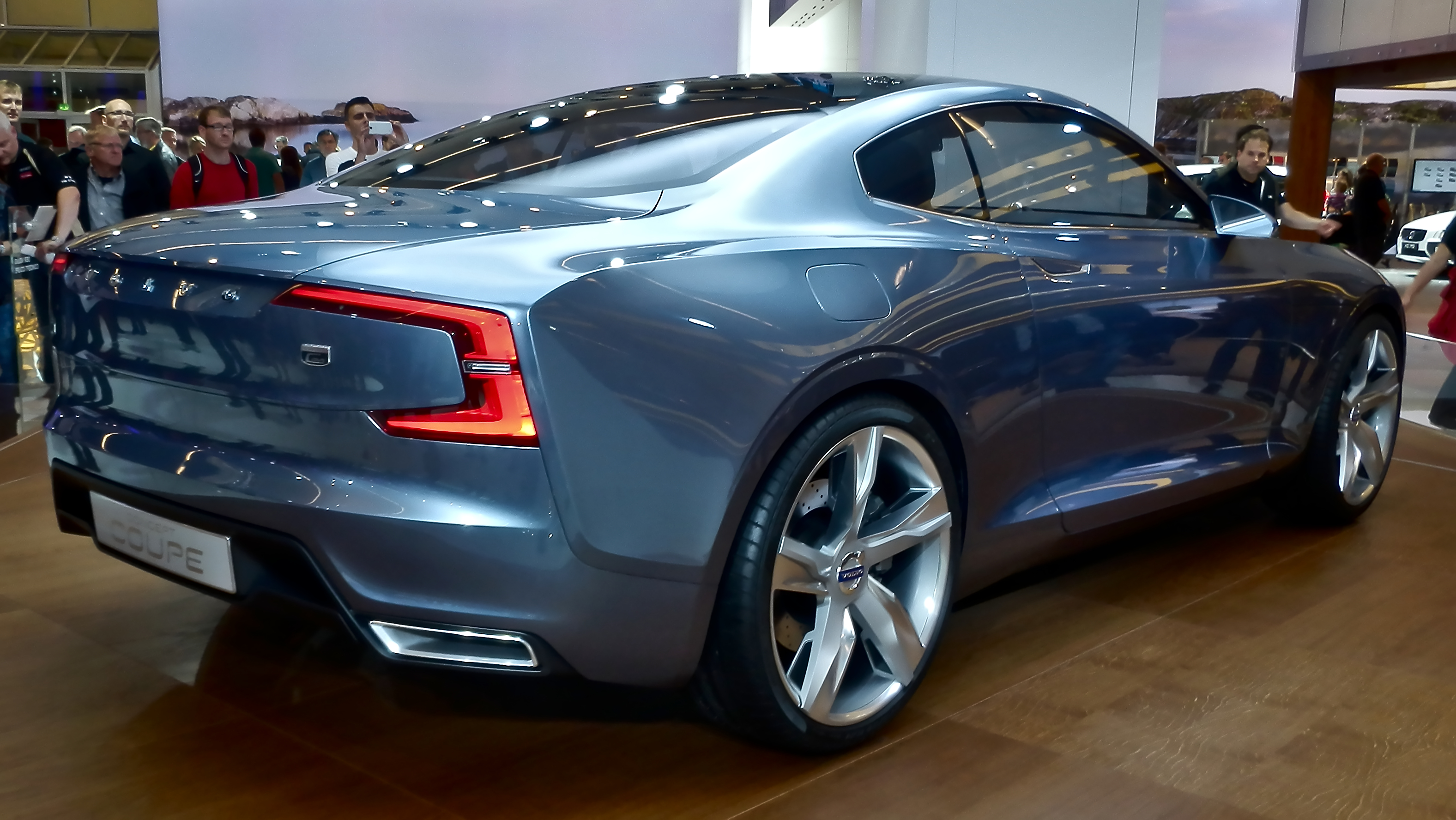
Concept Coupe Side
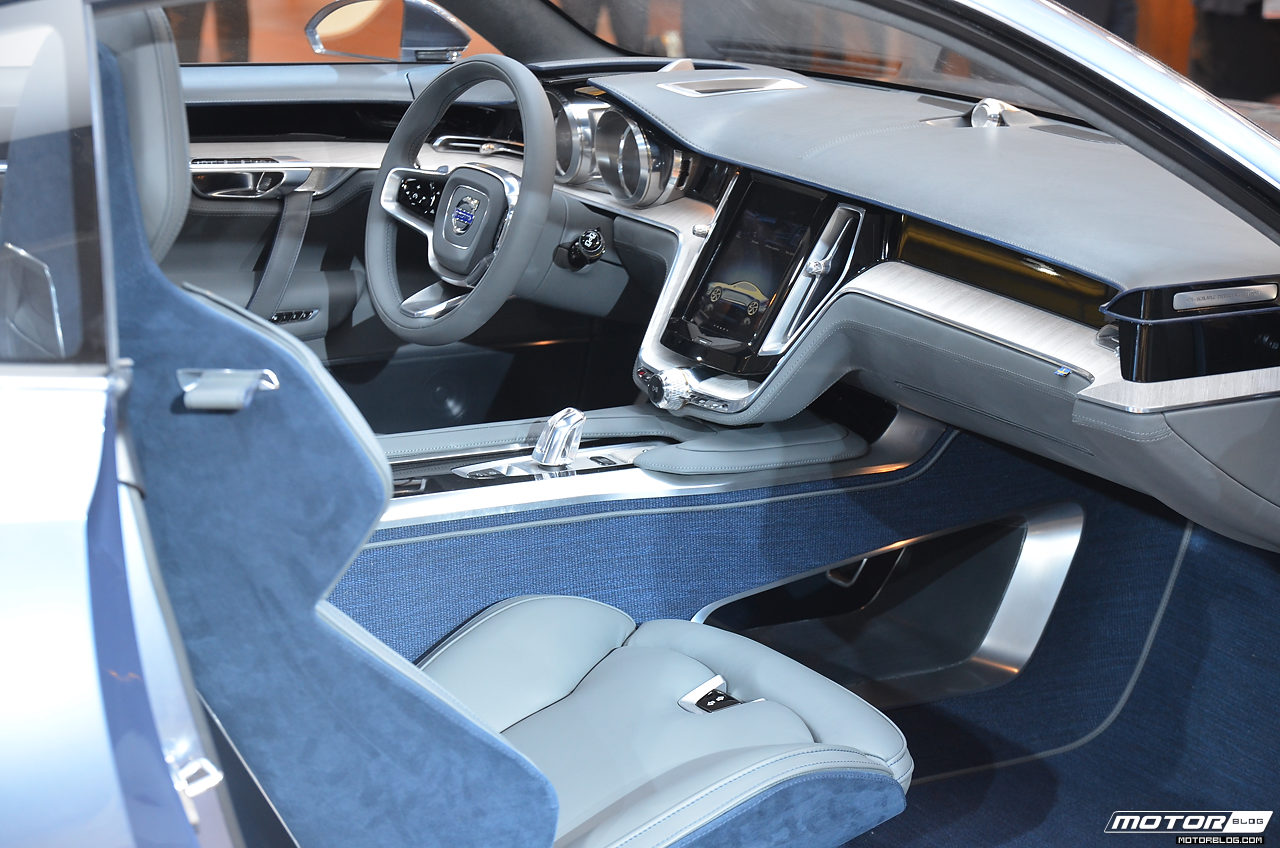
Concept Coupe Intella